# Kamilla Senjo
Kamilla Senjo (n. 1 noiembrie 1974, Muncaci) este o moderatoare TV și jurnalistă germană.

## Date bigrafice
Kamilla s-a născut în Ucraina de vest. Deoarece este de origine germano-ungară, a crescut într-o familie unde se vorbeau mai multe limbi. Când avea 5 ani, părinții se mută la Leipzig unde și-a însușit repede limba germană. După bacalaureat a studiat germanistica, lucrând ulterior la diferite posturi de radio în SUA și Germania. În prezent ea moderează la postul TV german MDR din Germania de Est. Fiind o poliglotă poate prelua ușor transmisiuni în limbi străine ca de exemplu la ARTE unde a prezentat filme documentare și reportaje. Din octombrie 2010, aparține de echipa TV care prezintă la ARD emisiunea Brisant.